# Georg Kauffmann (Kunsthistoriker)
Georg Kauffmann (* 5. April 1925 in Kiel; † 20. Oktober 2010 in Münster) war ein deutscher Kunsthistoriker.

## Leben
Kauffmann war Sohn des Kunsthistorikers Hans Kauffmann und Enkel des Philologen Friedrich Kauffmann. Er studierte zunächst Musik an der Musikhochschule Köln, später Byzantinistik, Archäologie und Kunstgeschichte in Köln, Bonn und Paris. 1954 wurde er in Bonn zum Dr. phil. promoviert. 1958 folgte die Habilitation. In den folgenden beiden Jahren hielt er sich als Stellvertretender Direktor am Kunsthistorischen Institut in Florenz auf. 1962 übernahm er eine Gastprofessur an der Harvard University, 1963 wurde er zum außerplanmäßigen Professor an der Universität Bonn ernannt. 1965 folgte er einem Ruf auf den Lehrstuhl für Kunstgeschichte an der Westfälischen Wilhelms-Universität in Münster, wo er bis zu seiner Emeritierung 1990 Direktor des Instituts für Kunstgeschichte war. Schwerpunkt seiner wissenschaftlichen Arbeit war Kunst der italienischen Renaissance.
Er war Herausgeber und Chefredakteur der Zeitschrift für Kunstgeschichte, sein Sohn war der Politikwissenschaftler Clemens Kauffmann.

## Veröffentlichungen (Auswahl)
- Poussin-Studien. De Gruyter, Berlin 1960.
- (mit Josef Benzing): Die Kunst des 16. Jahrhunderts (= Propyläen-Kunstgeschichte, Bd. 8). Propyläen-Verlag, Berlin 1970.
- Michelangelo und das Problem der Säkularisation. Westdeutscher Verlag, Opladen 1972, ISBN 3-531-07181-5.
- Florenz und Fiesole (= Reclams Kunstführer Italien, Bd. 3,1). 3. Aufl. Reclam, Stuttgart 1975, ISBN 3-15-008801-1.
- Zum Verhältnis von Bild und Text in der Renaissance. Westdeutscher Verlag, Opladen 1980, ISBN 3-531-07249-8.
- Toskana (ohne Florenz) (= Reclams Kunstführer Italien, Bd. 3,2). Reclam, Stuttgart 1984, ISBN 3-15-010327-4.
- Emilia-Romagna, Marken, Umbrien (= Reclams Kunstführer Italien, Bd. 4).3. Aufl. Reclam, Stuttgart 1987, ISBN 3-15-010206-5.
- Die Macht des Bildes. Über die Ursachen der Bilderflut in der modernen Welt. Westdeutscher Verlag, Opladen 1988, ISBN 3-531-07295-1.
- (Hrsg.): Die Renaissance im Blick der Nationen Europas  (= Wolfenbütteler Abhandlungen zur Renaissanceforschung, Bd. 9). Harrassowitz, Wiesbaden 1991, ISBN 978-3-447-03156-1.
- Die Entstehung der Kunstgeschichte im 19. Jahrhundert. Westdeutscher Verlag, Opladen 1993, ISBN 3-531-11966-4.